# Habitatge al carrer de Jesús, 23 (Reus)
L'Habitatge al carrer de Jesús, 23 és un edifici del municipi de Reus (Baix Camp) inclòs en l'Inventari del Patrimoni Arquitectònic de Catalunya com a Bé Cultural d'Interès Local.

## Descripció
És un habitatge entre mitjaneres d'estil modernista al carrer de Jesús, estructurat en planta baixa i dos pisos superiors. La façana està feta de pedra artificial imitant maçoneria. A la casa hi ha ha una sola obertura amb llindes al primer pis, amb muntants i llinda de pedra molt ben treballada i deixada a la vista. La llinda és gran, amb la zona superior arrodonida, i al centre hi ha un medalló amb cercles concèntrics en relleu negatiu. Té un balcó amb barana de ferro forjat força treballat amb motius ondulants. La separació entre els pisos la fa una sanefa de medallons en relleu negatiu però que ens recorden una abstracció floral. Al pis superior trobem tres obertures allindanades que als ampits tenen altre cop un medalló, aquesta vegada en baix relleu. L'edifici és rematat per una cornisa motllurada.